# Дира-Церен
Дира-Церен (нем. Diera-Zehren) — община в Германии, в земле Саксония, входит в состав района Мейсен. Население составляет 3344 человека (на 31 декабря 2014 года). Занимает площадь 43,2 км².

## Состав и история
Коммуна Дира-Церен была образована 1 января 1999 года, путём слияния коммун Дира и Церен.
Населённые пункты коммуны расположены на берегах реке Эльбы.
В состав коммуны Дира-Церен входит 21 населённый пункт:
- Вёльлиш (нем. Wölkisch), 51°13′28″ с. ш. 13°21′40″ в. д.HGЯO, впервые упоминается в 1316 году.
- Гольк, 51°12′51″ с. ш. 13°25′35″ в. д.HGЯO, впервые упоминается в 1380 году.
- Дира (нем. Diera), 51°11′56″ с. ш. 13°26′52″ в. д.HGЯO. Первое упоминание о поселении относится к 1205 году.
- Зайлиц (нем. Seilitz), 51°11′03″ с. ш. 13°23′48″ в. д.HGЯO, впервые упоминается в 1334 году.
- Зебшюц (нем. Seebschütz), 51°10′50″ с. ш. 13°24′51″ в. д.HGЯO, впервые упоминается в 1334 году.
- Кайльбуш (нем. Keilbusch), 51°11′07″ с. ш. 13°26′10″ в. д.HGЯO, впервые упоминается в 1402 году.
- Карпфенншенке (нем. Karpfenschänke), 51°11′15″ с. ш. 13°26′42″ в. д.HGЯO, впервые упоминается в 1218 году.
- Кляйнцадель (нем. Kleinzadel), 51°12′27″ с. ш. 13°24′37″ в. д.HGЯO, был основан в 1791 году.
- Лёбзаль (нем. Löbsal), 51°13′40″ с. ш. 13°26′02″ в. д.HGЯO, впервые упоминается в 1277 году.
- Мишвиц (нем. Mischwitz), 51°11′24″ с. ш. 13°25′12″ в. д.HGЯO, впервые упоминается в 1258 году.
- Наундёрфель (нем. Naundörfel), 51°12′03″ с. ш. 13°28′35″ в. д.HGЯO, впервые упоминается 5 апреля 1344 года.
- Наундорф (нем. Naundorf), 51°13′54″ с. ш. 13°23′30″ в. д.HGЯO, впервые упоминается в 1551 году.
- Нидерломмацш (нем. Niederlommatzsch), 51°14′23″ с. ш. 13°24′26″ в. д.HGЯO, впервые упоминается в 1321 году.
- Нидермушюц (нем. Niedermuschütz), 51°13′09″ с. ш. 13°23′55″ в. д.HGЯO, впервые упоминается в 1180 году.
- Нишюц (нем. Nieschütz), 51°13′20″ с. ш. 13°25′10″ в. д.HGЯO, впервые упоминается в 1239 году.
- Оберломмацш (нем. Oberlommatzsch), 51°14′07″ с. ш. 13°22′36″ в. д.HGЯO, впервые упоминается в 1334 году.
- Обермушюц (нем. Obermuschütz), 51°12′48″ с. ш. 13°22′28″ в. д.HGЯO, впервые упоминается в 1334 году.
- Хебелай (нем. Hebelei), 51°14′01″ с. ш. 13°24′49″ в. д.HGЯO.
- Цадель (нем. Zadel), 51°11′54″ с. ш. 13°25′38″ в. д.HGЯO, впервые упоминается в 1216 году.
- Церен (нем. Zehren), 51°11′55″ с. ш. 13°24′19″ в. д.HGЯO. Первое упоминание о поселении относится к 1003 году.
- Шириц (нем. Schieritz), 51°11′50″ с. ш. 13°23′37″ в. д.HGЯO, впервые упоминается в 1360 году.

## Галерея

Дира-Церен на карте района
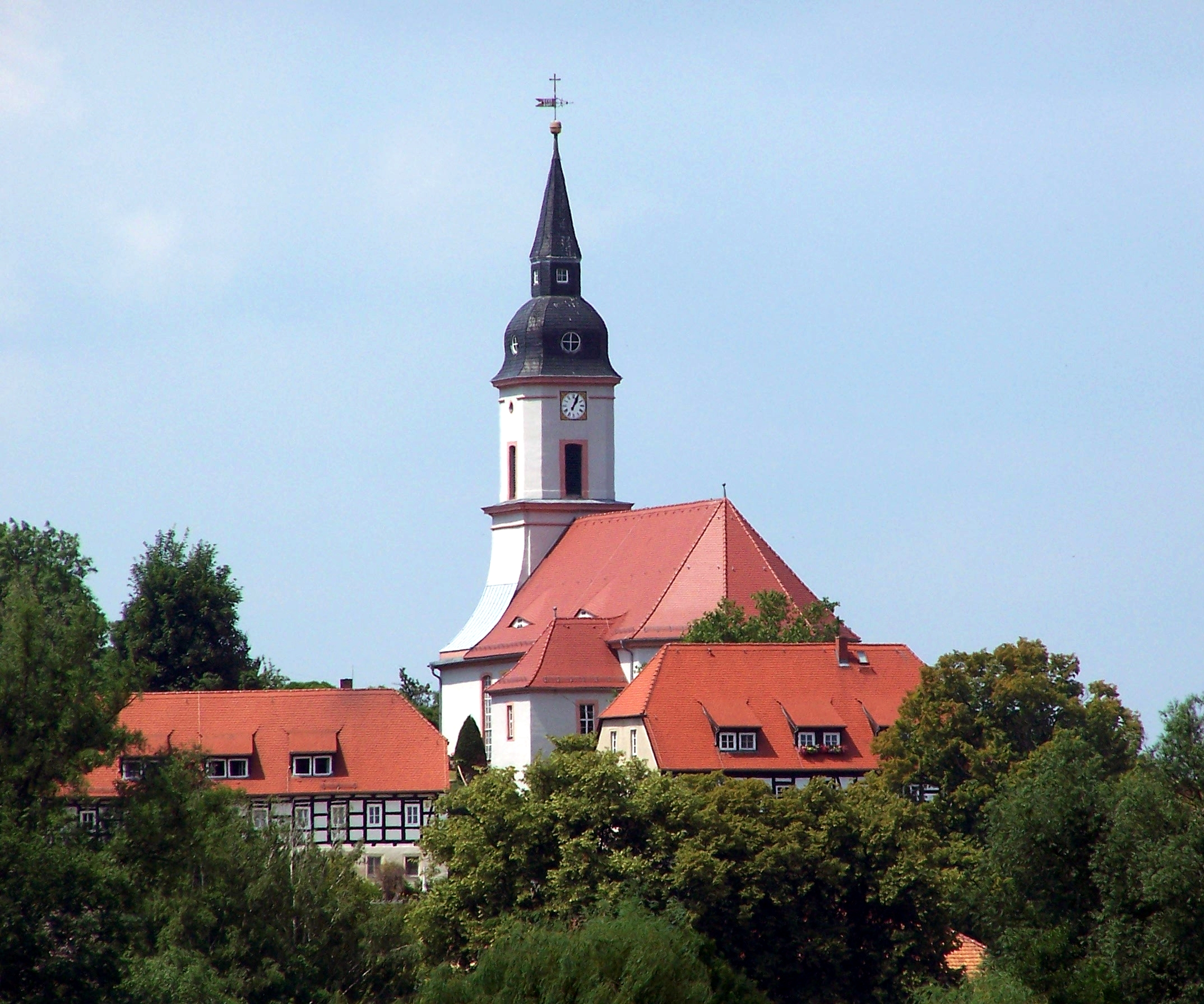
Церковь в Церене
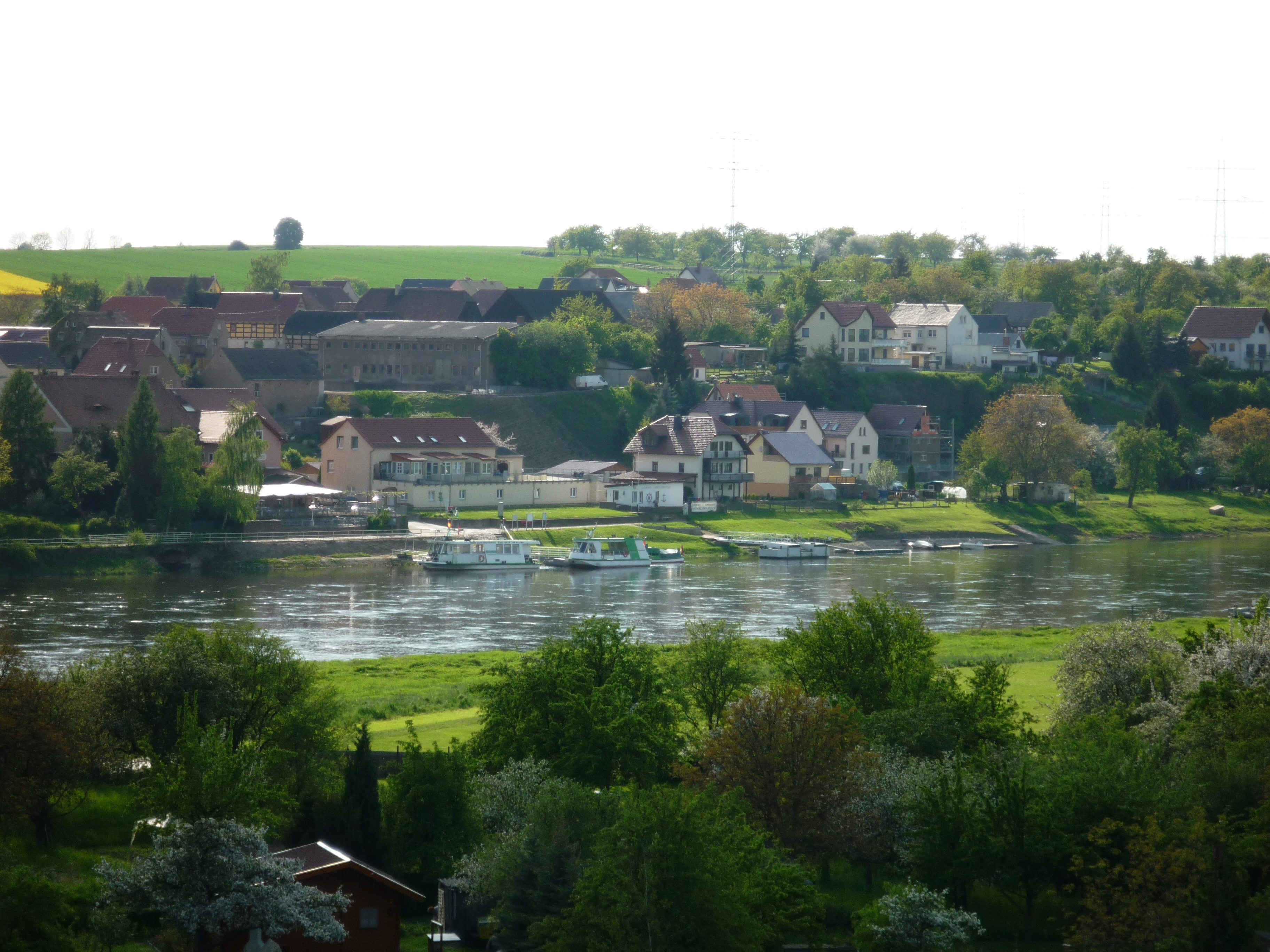
Пристань в Нидерломмацше
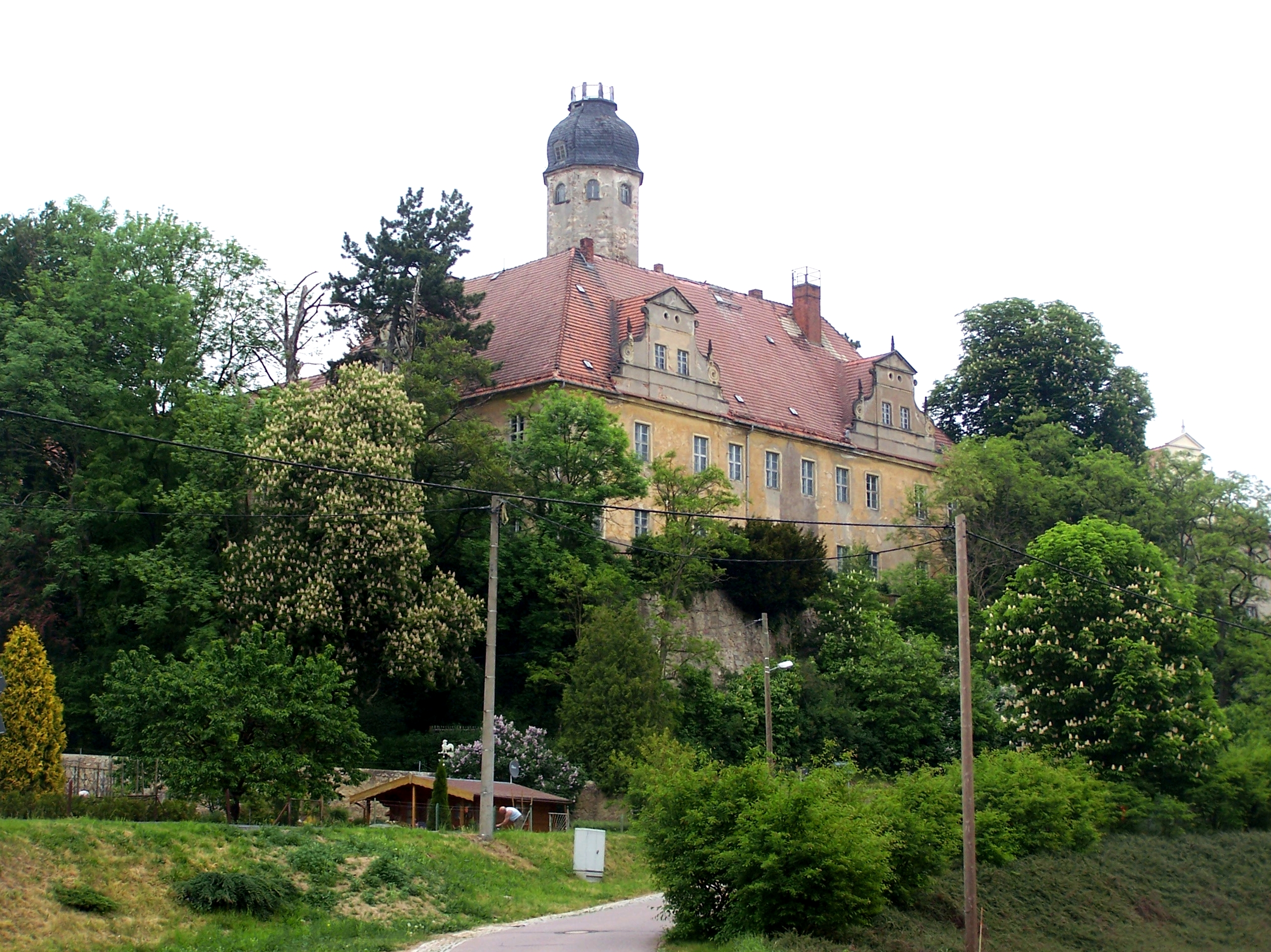
Замок в Ширице